# 19. Kavallerie-Brigade (Deutsches Kaiserreich)
Die 19. Kavallerie-Brigade war ein Großverband der Preußischen Armee.

## Geschichte
Die 19. Kavallerie-Brigade wurde am 11. Oktober 1866 nach dem Deutschen Krieg in Hannover aufgestellt und war bis zum Ausbruch des Ersten Weltkrieges ein Teil der 19. Division, die dem X. Armee-Korps in Hannover zugeordnet war. Im Krieg war sie bis zum 8. April 1917 der 9. Kavallerie-Division unterstellt. Dieser Truppenverband war ein Teil des Höheren Kavallerie-Kommandos Nr. 2, befehligt von General Georg von der Marwitz.

### Gliederung
- 1867

Kürassier-Regiment „von Driesen“ (Westfälisches) Nr. 4, 1. Hannoversches Dragoner-Regiment Nr. 9, 2. Westfälisches Husaren-Regiment Nr. 11
- 1868 bis 1869

Westfälisches Kürassier-Regiment Nr. 4, 1. Hannoversches Dragoner-Regiment Nr.9, Oldenburgisches Dragoner-Regiment Nr. 19
- 1871 bis 1872

1. Hannoversches Dragoner-Regiment Nr. 9, Oldenburgisches Dragoner-Regiment Nr. 19, 2. Hannoversches Ulanen-Regiment Nr. 14
- 1873 bis 1886

Wie vor, ohne Dragoner-Regiment Nr. 9
- 1886 bis 1914

Oldenburgisches Dragoner-Regiment Nr. 19, Königs-Ulanen-Regiment (1. Hannoversches) Nr. 13
- Kriegsgliederung bei Mobilmachung 1914

Wie vor

### Deutsch-Französischer Krieg 1870/1871
Die Brigade wurde im Feldzug gegen Frankreich unter dem Kommando des Generals Adalbert von Barby eingesetzt.

### Erster Weltkrieg
Die Brigade wurde zunächst an der West- und ab Mitte November 1914 an der Ostfront eingesetzt, wo sie an der Schlacht bei Łódź und an der Schlacht bei Lowicz-Sanniki teilnahm.

### Brigadekommandeure
| Name                                  | Datum                                   |
| ------------------------------------- | --------------------------------------- |
| Karl Friedrich von der Goltz          | 11. Oktober 1866 bis 13. Januar 1868    |
| Adalbert von Barby                    | 14. Januar 1868 bis 22. Mai 1871        |
| Hermann von Redern                    | 23. Mai 1871 bis 11. April 1873         |
| Gustav Hermann von Alvensleben        | 12. April 1873 bis 2. Februar 1880      |
| Arthur von Wolffersdorff              | 13. Mai 1880 bis 10. Februar 1882       |
| Alfred von Buddenbrock                | 11. Februar 1882 bis 10. Februar 1886   |
| Adolf von der Lühe                    | 11. Februar 1886 bis 12. März 1888      |
| Otto Freiherr Spieß von Büllesheim    | 13. März 1888 bis 15. Juni 1889         |
| Adolf von und zu Schachten            | 17. Juni 1889 bis 5. August 1897        |
| Friedrich August von Oldenburg        | 6. August 1897 bis 17. April 1898       |
| Konrad Graf von Lüttichau             | 18. April 1898 bis 9. Juni 1899         |
| Hasso Graf von der Schulenburg        | 10. Juni 1899 bis 17. Dezember 1901     |
| Eugen von Falkenhayn                  | 18. Dezember 1901 bis 20. März 1906     |
| Richard von Colomb                    | 21. März 1906 bis 20. April 1908        |
| Oskar von der Goltz                   | 21. April 1908 bis 17. Mai 1910         |
| Ludwig von Lützow                     | 18. Mai 1910 bis 21. April 1912         |
| Gerhard von Manteuffel                | 22. April 1912 bis 3. April 1914        |
| Fritz von Zedlitz und Leipe           | 4. April 1914 bis 3. August 1914        |
| Otto von Preinitzer                   | 4. August 1914 bis 21. Oktober 1914     |
| Carl Leopold Eugen Graf von der Goltz | 22. Oktober 1914 bis 14. September 1916 |
| Franz Zierold                         | 15. September 1916 bis 13. April 1917   |
| Hermann von Witzleben                 | 14. April 1917 bis Kriegsende           |
| Otto von Preinitzer                   | 17. Mai 1919 (Demobilisierung)          |